# Tomasz Bernatowicz
Tomasz Bernatowicz herbu Leliwa – stolnik witebski w 1783 roku.